# Liste der Kardinalskreierungen Stephans V.
Papst Stephan V. (885–891) kreierte während seines sechsjährigen Pontifikates lediglich zwei Kardinäle, unter denen sich auch ein späterer Papst befand.

## 890
- Johannes, Kardinalpriester (Titelkirche unbekannt)

## Kardinalskreierung unbekannten Datums
- Sergius, Kardinaldiakon (Titelkirche unbekannt), 897 (Gegen-)Papst, endlich (904) Papst Sergius III., † 14. April 911[2]